# Cid Saboia de Carvalho
Cid Saboia de Carvalho (Fortaleza, 25 de agosto de 1935) é um advogado, professor, jornalista, radialista e político brasileiro que foi senador pelo Ceará.

## Dados biográficos
Cid Sabóia, filho de Jáder Moreira de Carvalho, diretor do jornal Diário de Povo em Fortaleza e fundador do jornal A Esquerda, e Margarida Saboia de Carvalho, formou-se em Direito pela Universidade Federal do Ceará em 1967.
Cid iniciou sua carreira como comentarista político e esportivo em 1948, com apenas 12 anos, na Rádio Uirapuru e na Rádio Assunção. Também presidiu a Associação dos Profissionais da Crônica Desportiva e atuou como comunicador em Brasília enquanto estava no Senado, apresentando um programa semanal veiculado na Rádio Dragão do Mar. Além disso, o político integra a cadeira 20 da Academia Cearense de Letras, cujo patrono é Liberato Barroso.
Cid Sabóia é casado com Luce Fontenele de Carvalho e pai de três filhos: Cid Saboia de Carvalho Filho, Robério Fontenele de Carvalho e Antônio Fontenele de Carvalho.

## Trajetória política
Cid Sabóia foi procurador substituto da Fazenda Nacional (1967-1971) e assessor do governo Virgílio Távora (1979-1982). Além disso, participou da fundação da Esquerda Democrática, embrião do Partido Socialista Brasileiro (PSB) e estreou na política pelo PMDB em 1982, quando perdeu a eleição para deputado estadual.
Em 1986 o vínculo de Cid Saboia de Carvalho com o governador Gonzaga Mota garantiu sua indicação como candidato a senador ao lado de Mauro Benevides, ambos eleitos no bojo do triunfo de Tasso Jereissati ao governo do estado. O político foi presidente da Subcomissão do Sistema Financeiro, da Comissão do Sistema Tributário, Orçamento e Finanças, assim como suplente de duas subcomissões vinculadas à Comissão da Ordem Social e à Comissão da Soberania e dos Direitos e Garantias do Homem e da Mulher.
O político concorreu à reeleição em 1994, alcançando 386.471 votos do eleitorado, mas não conseguiu se eleger para o senado novamente, ficando em quarto lugar, abaixo de Lúcio Alcântara (1.193.819 votos), Sérgio Machado (888.961 votos) e Mauro Benevides (460.201 votos). Em 2001, Cid Carvalho foi agraciado pelo troféu Sereia de Ouro, que contempla personalidades que se destacam no crescimento e valorização do estado cearense.
Na década de 90, Sabóia fora indicado para ser relator de uma comissão parlamentar de inquérito (CPI) criada no Senado para investigar denúncias de irregularidades envolvendo a Petrobras e fundos de pensão de empresas estatais. Em março de 1993, denunciou Pedro Paulo Leoni Ramos, ex-secretário de Assuntos Estratégicos da administração Collor, e mais 70 pessoas, como Leopoldo Collor de Melo, Lafaiete Coutinho, Luís Estevão, Alcides Diniz e o próprio P.C. Farias, por crimes de corrupção, tráfico de influência, estelionato e formação de quadrilha. De acordo com Sabóia, o esquema tinha por objetivo favorecer empresários que haviam financiado a campanha presidencial de Collor.
Além disso, no mesmo ano, Cid foi indicado para relatar o projeto da nova Lei de Diretrizes e Bases da Educação Nacional (LDB) aprovado pela Câmara após seis anos de tramitação. Entretanto, sua versão do texto não foi mantida no decorrer do processo, substituída por outro, de autoria do Senador Darcy Ribeiro (PDT), do Rio de Janeiro, em 1995. Darcy alegou inconstitucionalidades na proposta original e apresentou o novo projeto na Comissão de Constituição e Justiça do Senado após a conclusão do mandato de Sabóia. Esse projeto, que teve apoio decisivo do governo federal, foi aprovado pelo Congresso Nacional, em dezembro de 1996.

## Posicionamentos
| Pauta                                                                                      | Votação |
| ------------------------------------------------------------------------------------------ | ------- |
| Mandado de segurança coletivo                                                              | Sim     |
| Turno ininterrupto de seis horas                                                           | Sim     |
| Aviso prévio proporcional                                                                  | Sim     |
| Pluralidade sindical                                                                       | Sim     |
| Soberania popular                                                                          | Sim     |
| Voto aos 16 anos                                                                           | Sim     |
| Nacionalização do subsolo                                                                  | Sim     |
| Limite de 12% para os juros reais                                                          | Sim     |
| Proibição do comércio de sangue                                                            | Sim     |
| Mandato de cinco anos para o presidente José Sarney                                        | Sim     |
| Limitação dos encargos da dívida externa                                                   | Sim     |
| Criação de um fundo de apoio à reforma agrária e à desapropriação da propriedade produtiva | Sim     |
| Pena de morte                                                                              | Não     |
| Limitação do direito de propriedade privada                                                | Não     |
| Aborto                                                                                     | Não     |
| Jornada semanal de 40 horas                                                                | Não     |
| Presidencialismo                                                                           | Não     |
| Estatização do sistema financeiro                                                          | Não     |
| Anistia aos micro e pequenos empresários                                                   | Não     |
| Legalização do jogo do bicho                                                               | Não     |
| Impeachment do presidente Fernando Collor de Melo                                          | Sim     |